# Diego Colomb
 (juin 2009).
Si vous disposez d'ouvrages ou d'articles de référence ou si vous connaissez des sites web de qualité traitant du thème abordé ici, merci de compléter l'article en donnant les références utiles à sa vérifiabilité et en les liant à la section « Notes et références ».
Diego Colomb (en portugais : Diogo Colombo, de son nom complet en castillan : Diego Colón y Moniz Perestrello), né en 1479 sur l'île de Porto Santo (Madère) et mort le 23 février 1526 à La Puebla de Montalbán (Tolède), fils aîné de Christophe Colomb, hérite de ses titres de vice-roi, gouverneur et amiral des Indes ; mais à la suite de l'arrestation de son père en 1500, il est obligé de se battre pour recouvrer son héritage, avec un certain succès.
Malgré les vicissitudes familiales, Diego jouit d'un rang élevé en Espagne, puisqu'il épouse une femme de haute noblesse, de la famille des ducs d'Albe : Maria Alvarez de Toledo (en espagnol et respectant toute règle d’orthographe María Álvarez de Toledo).

## Biographie

### Origines familiales et petite enfance au Portugal
Diego est communément considéré comme le fils du Génois Christophe Colomb, navigateur et commerçant, installé depuis 1475 au Portugal (après son frère Bartolomeo, cartographe), et de Filipa Moniz Perestrelo, son épouse. Cependant, une étude de 2024 du scientifique José Antonio Lorente de l'université de Grenade, sur l'ADN de Diego Colomb montre qu'il serait plutôt un parent au cinquième ou sixième degré du navigateur.
Filipa Moniz Perestrelo est la fille de Bartolomeu Perestrelo (1395-1457), navigateur, qui en 1418-1419, a participé à la découverte de l'archipel de Madère, au service de l'infant Henri le Navigateur. Il a ensuite pris part à la colonisation de ces îles, inhabitées à l'origine, et est devenu capitaine-gouverneur de l'île de Porto Santo.
Il semble que Filipa meure vers 1480.
En 1484, le grand projet de Christophe Colomb, atteindre les Indes (l'Asie orientale) en naviguant par l'ouest, à travers l'Océan, est soumis par le roi du Portugal Jean II à un groupe d'experts, dont Diogo Ortiz de Vilhegas. Le projet est rejeté. 
Colomb décide alors de partir pour le royaume de Castille.

### Enfance en Castille (à partir de 1485)
Colomb part avec Diego, qu'il confie à la sœur de Filipa, Briolanta (ou Violanta) Moniz, épouse d'un Aragonais, Miguel Mullart, qui vit dans le village andalou de San Juan del Puerto, près de Huelva.
Jusqu'en 1492, Diego vit chez sa tante. Pendant ce temps, son père présente son projet aux Rois catholiques (janvier 1486) ; le projet est de nouveau soumis à une commission et refusé (début 1488). Christophe Colomb vit ensuite à Cordoue où il a un fils (hors mariage) avec une jeune orpheline Beatriz Enríquez de Arana, Fernand, né le 15 août 1488.
En avril 1492, le projet de Colomb est finalement accepté (capitulations de Santa Fe) par les Rois catholiques, qui viennent de mettre fin au royaume de Grenade (janvier 1492). 
Avant de partir pour un voyage jamais effectué à cette latitude (Las Palmas), il décide de réunir ses deux fils en confiant Diego à Beatriz Enriquez (Beatriz Enríquez en espagnol).

### Les voyages de Christophe Colomb outre-Atlantique
Puis Christophe Colomb part sur l'Océan au début d'août et découvre en octobre quelques îles des Caraïbes, notamment Hispaniola (Saint-Domingue). Il est désormais un homme de haut rang, de par les capitulations de Santa Fe : amiral, vice-roi des Indes (on croit encore qu'il s'agit d'îles proches de l'Asie) et gouverneur d'Hispaniola (il entre donc dans la noblesse espagnole). 
À son retour, il bénéficie d'une grande faveur à la cour et repart bientôt pour un deuxième voyage qui est assez réussi.  
Diego devient page de la reine Isabelle.
En revanche le troisième voyage en 1498 se passe mal, puisque, en 1500, Colomb est arrêté à Hispaniola et ramené prisonnier en Castille. Il est ensuite libéré par la reine, mais perd une partie de ses dignités et de ses richesses. Il fait un quatrième voyage en 1503-1504, qui se passe très mal techniquement (Colomb et son équipage passent un an naufragés à la Jamaïque) ; rentré très affaibli physiquement, il meurt en 1506.

### Le rétablissement de la fortune des Colomb
Le testament que Christophe Colomb rédige en 1498 fait de Diego (et de ses descendants) l'héritier des devoirs, des honneurs et des privilèges qu'il détient. 
C'est pourquoi, à la suite de l'épisode de 1500, Diego va passer une grande partie de sa vie à essayer de reprendre les titres et privilèges dont son père avait été gratifié en 1492, puis privé en 1500. 
Il est aidé en cela par son mariage avec María Álvarez de Toledo, fille de Ferdinand Alvare de Tolède (mort en 1532), un noble de haut rang proche de Ferdinand d'Aragon, régent de Castille après la mort d'Isabelle en octobre 1504.
En 1506, Diego est nommé gouverneur des Indes, poste que son père détenait jusqu'en 1500. 
En mai 1511, il est nommé deuxième amiral et vice-roi des Indes (bien que, depuis 1503, on utilise le nom de « Nouveau Monde » et le nom d'« Amérique » depuis 1507). 
Il n'en continue pas moins son combat pour la restitution complète des titres et privilèges de Colomb et fait dans ce but depuis Hispaniola deux voyages vers l'Espagne, en 1515 et 1523, mais sans plus de succès. 

### Mort et postérité
Diego Colomb meurt en Espagne, alors qu'il est en route vers Séville, où a lieu le mariage de Charles Quint (empereur, roi de Castille et roi d'Aragon, souverain des Pays-Bas) avec Isabelle de Portugal en 1526.
Sa veuve poursuit ensuite le combat de son défunt mari. Un compromis est trouvé en 1536, par lequel son fils Luis Colón de Toledo renonce au gouvernorat des Indes et à la rente de 10 % des revenus tirés des Indes, en échange de la propriété de 25 lieues carrées sur l'isthme de Panamá, avec le titre de duc de Veragua et la seigneurie de l'île de la Jamaïque, avec le titre de marquis.

## L'Alcazar de Colomb à Saint-Domingue

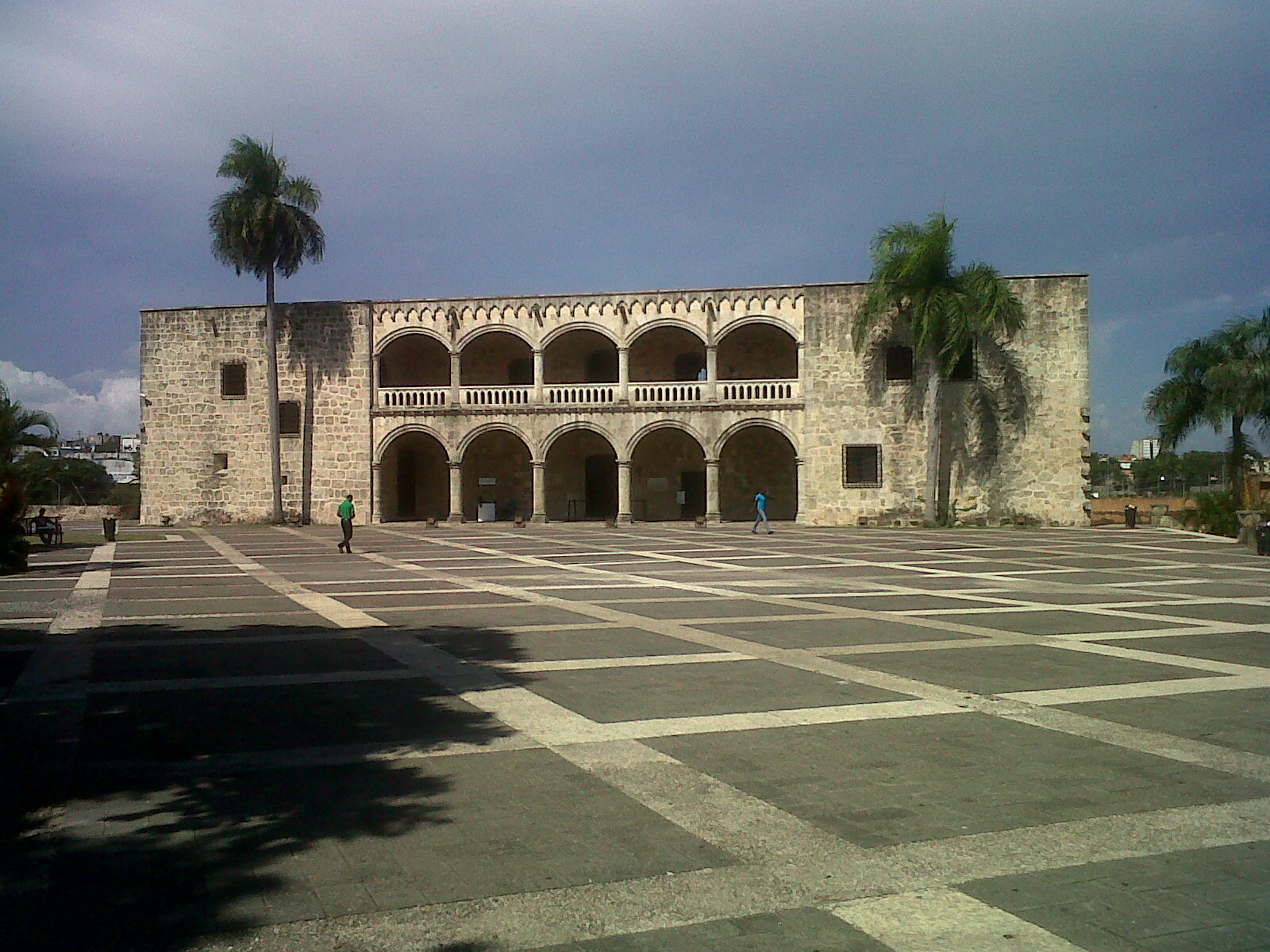
Alcazar de Colomb

Ce palais se trouve sur la place d'Espagne, au centre de la zone coloniale de Saint-Domingue (République dominicaine).  C'est un joyau du patrimoine dominicain du XVIe siècle construit pour offrir une résidence digne de ce nom à Diego Colomb et à son épouse.

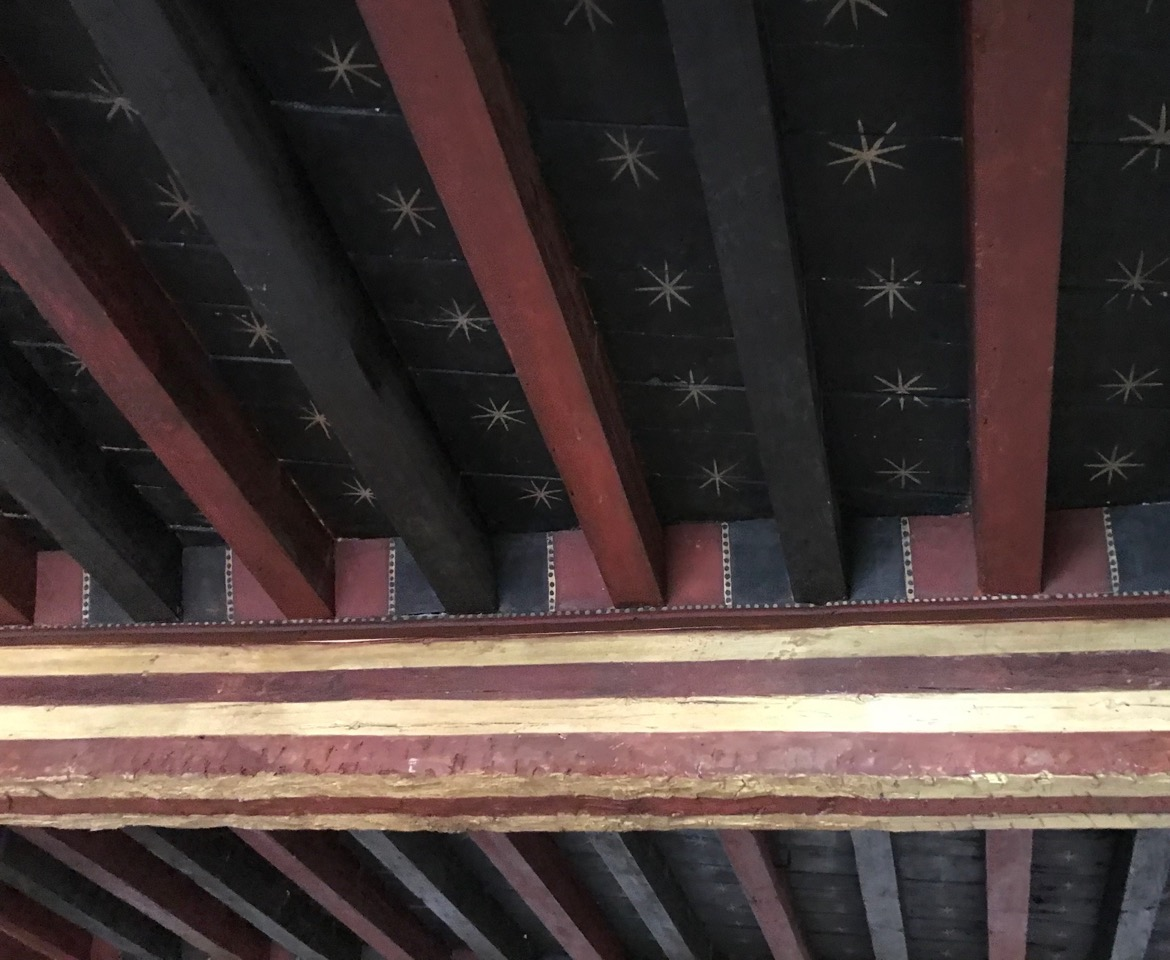
Détail du plafond d'une salle du Palais des Corts à Perpignan

Édifié entre 1510 et 1514 par les indigènes à l'aide des roches coralliennes du fleuve Ozama, il compte une vingtaine de pièces. 
Après le départ de Diego Colomb en 1524, il devient la résidence royale dans le Nouveau Monde pendant près de soixante ans, servant de point de départ aux conquêtes de Hernán Cortés, de Francisco Pizarro, de Vasco Núñez de Balboa ou de Diego Velázquez de Cuéllar vers le Mexique, l'Amérique du sud et Cuba.
Le plafond d’une des salles présente un motif identique au plafond du Palais des Corts à Perpignan (photo ci-contre).[réf. nécessaire]